# Alberto Vieira
Alberto Vieira ComIH (São Vicente, 12 de setembro de 1956 - 25 de fevereiro de 2019) foi um académico e investigador português.

## Biografia
Obteve a Licenciatura em História pela Universidade de Lisboa (1981) e o Doutoramento em História (área de História dos Descobrimentos e Expansão Portuguesa) na Universidade dos Açores (1991).
Na Madeira, apresentou-se a concurso para Investigador-Principal, tendo sido provido nessa categoria por despacho do Secretário Regional do Turismo e Cultura de 10 de julho de 1995. Em 1998 apresentou-se a concurso para o cargo de Investigador Coordenador, tendo sido aprovado e provido por despacho do Secretário Regional do Turismo e Cultura de 1 de março de 1999, no Centro de Estudos de História do Atlântico (CEHA) (1999), que presidiu a partir de 2008. A partir de 2013 foi nomeado seu Diretor de Serviços.
Pertenceu a várias academias da especialidade e atuou como consultor científico em diversas publicações periódicas especializadas.
Foi investigador-convidado do Centro de Literaturas e Culturas Lusófonas e Europeias da Faculdade de Letras da Universidade de Lisboa (CLEPUL).

## Condecorações
Foi distinguido com a comenda da Ordem do Infante D. Henrique, a 9 de junho de 2004. A título póstumo, recebeu também a Insígnia Autonómica de Valor, numa cerimónia que decorreu no dia 1 de julho de 2019, em "reconhecendo as muitas décadas de relevantes serviços prestados à Região Autónoma da Madeira na área da Investigação, da Cultura, da Ciência e da História das Ilhas Atlânticas e da Autonomia Regional".

## Obra
É reconhecido pelo seu trabalho de investigação de temas insulares, onde se destacam a história das ilhas atlânticas, do açúcar, do vinho, da escravatura, da autonomia regional, entre outros.
Tem publicados diversos estudos, em livros, artigos de periódicos e atas de colóquios, sobre a História da Madeira e dos espaços insulares atlânticos.

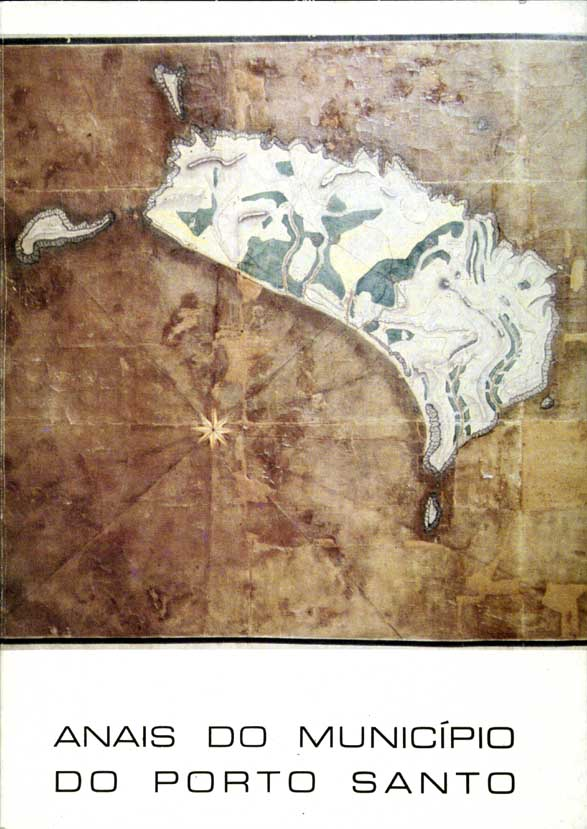
Anais do Município do Porto Santo
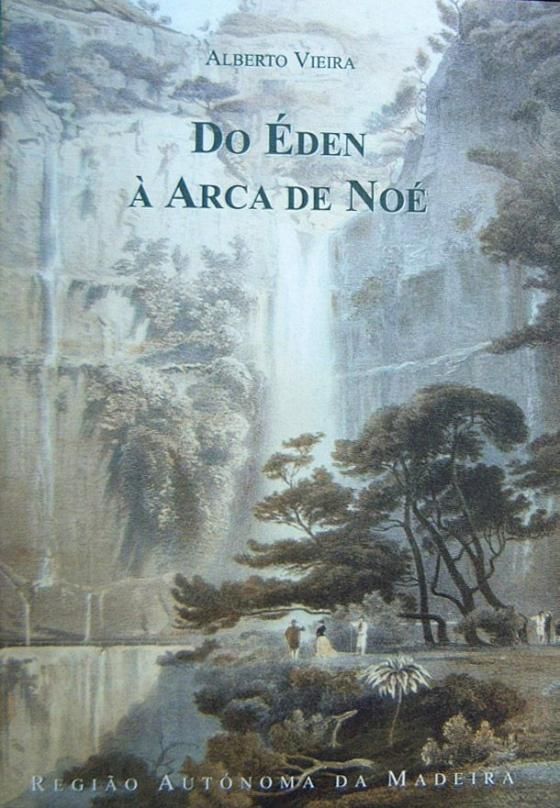
Do Éden à Arca de Noé
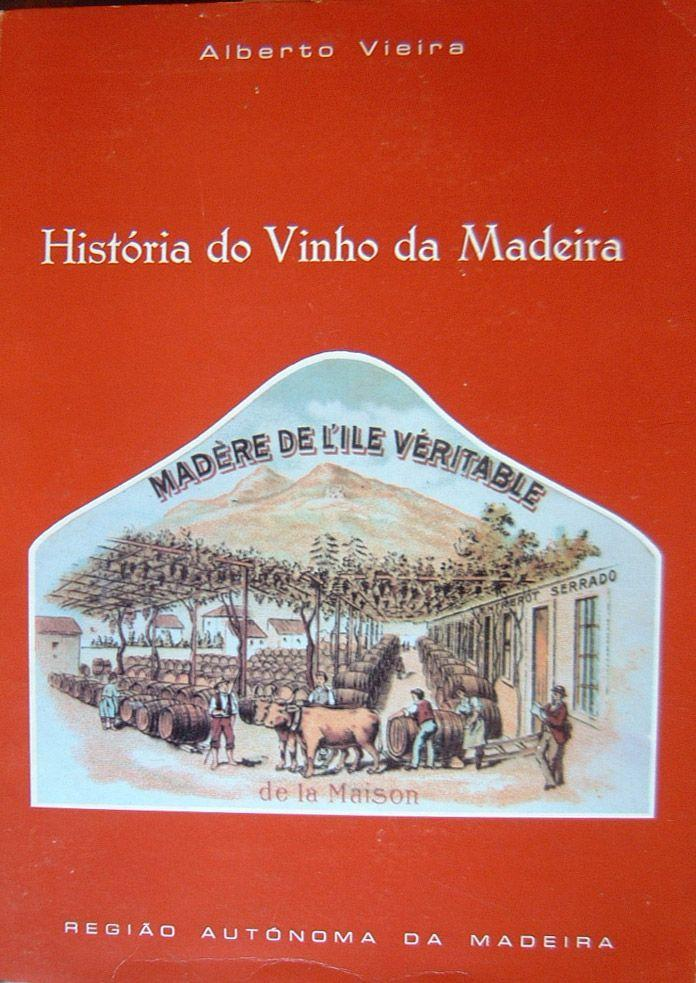
História do Vinho da Madeira
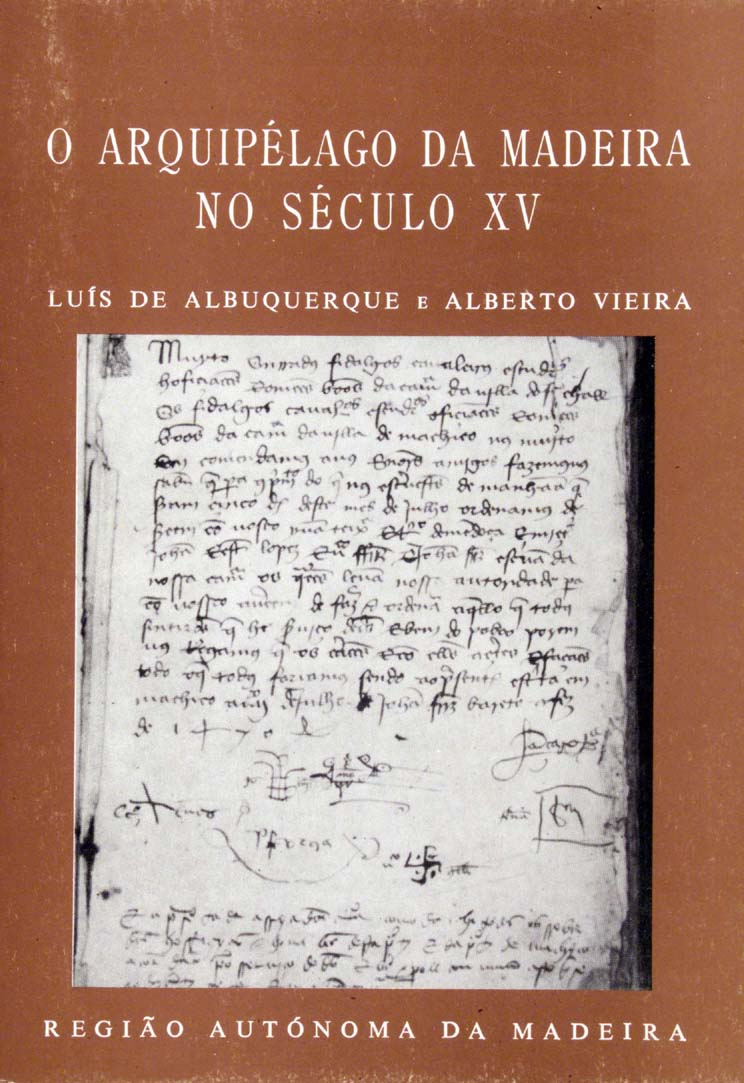
O Arquipélago da Madeira no Século XV

- 1992 - Portugal y las Islas del Atlántico. Madrid: Editorial MAPFRE (Colección Portugal y el Mundo)